# Cortina de aire

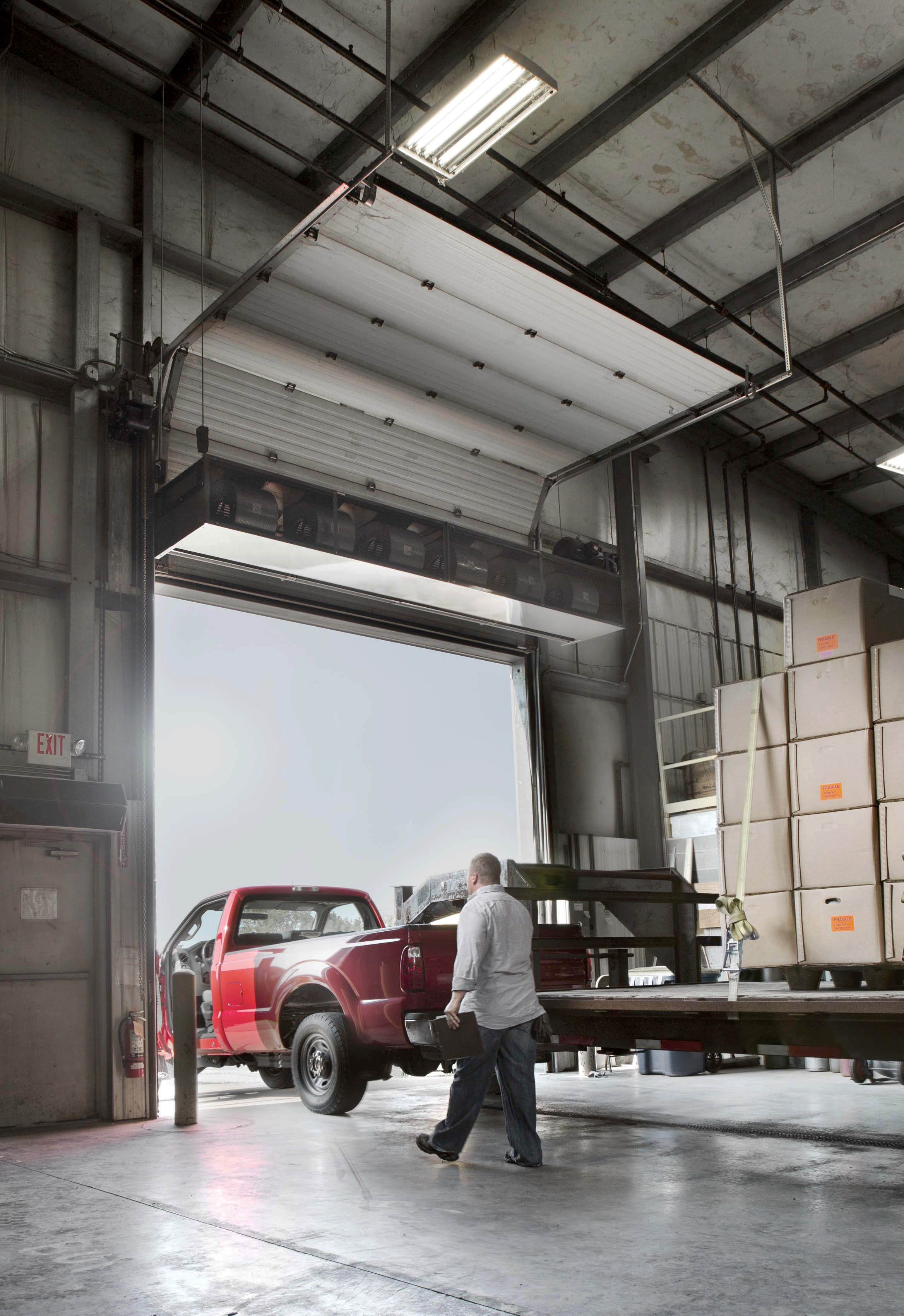
Cortina de aire industrial

Una cortina de aire es un equipo de ventilación que crea una barrera invisible sobre la puerta para separar dos ambientes diferentes de manera eficiente y sin limitar el acceso de las personas o vehículos.
El ahorro energético de la pantalla de aire reduce el coste de calefacción y refrigeración en más del 80%[cita requerida] mientras mantiene y protege la climatización interior y el confort de la gente.
Mantiene el ambiente limpio de plagas e insectos, polvo, partículas en suspensión, contaminación, olores y detiene las corrientes de aire frío y caliente.
El funcionamiento de una cortina de aire está basado en un jet de aire a alta velocidad que cubre toda la apertura. Las cortinas de aire caliente hacen más confortable el jet cuando la gente cruza la pantalla y ayuda a mantener la temperatura en la entrada.
- Datos: Q765753
- Multimedia: Air curtains / Q765753